# Joseph Laurent Demont

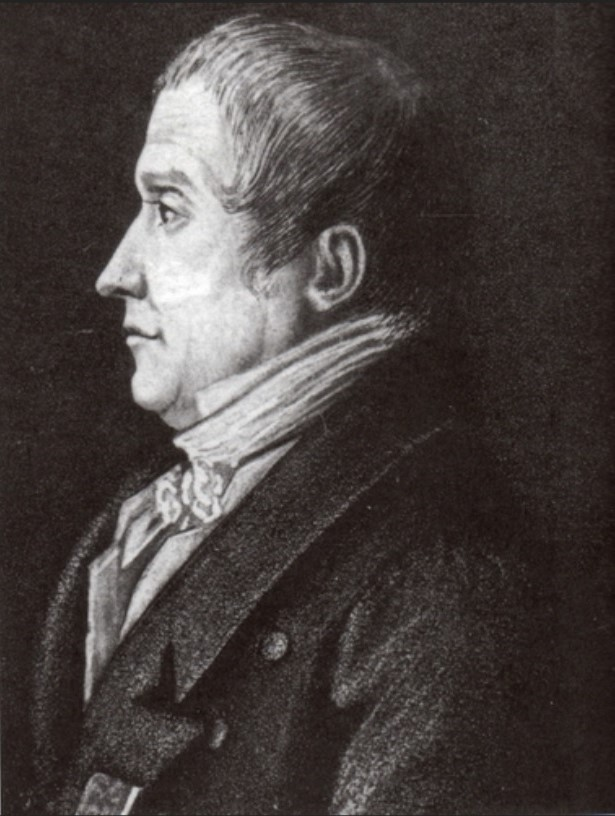
Joseph Laurent Demont

Joseph Laurent Demont (Sartrouville, 29 september 1747 - Parijs, 5 mei 1826) was een Frans militair.

## Levensloop
Demont werd geboren in Sartrouville waar zijn vader ingekwartierd was. Zijn beide ouders waren afkomstig uit Zwitserland; zijn vader was foerier bij de Zwitserse garde. Op zeventienjarige leeftijd nam hijzelf ook dienst bij het Régiment de Vigier, dat bestond uit Zwitserse huurlingen. Hij maakte er carrière: in 1768 werd hij onderluitenant, in 1781 luitenant en in 1785 kapitein. Na de Franse Revolutie werd de Zwitserse garde ontbonden en in 1792 behoorde Demont bij het Armée du Rhin (Rijnleger). Door zijn verleden bij het leger van de koning werden zijn kansen in het leger een tijdlang gedwarsboomd. In 1796 was hij weer in dienst en het jaar erop maakte hij als adjutant-generaal deel uit van het Armée d'Allemagne (Leger van Duitsland). Hij werd zwaar gewond bij Kiel. In 1798 vocht hij bij Chur in Zwitserland en het jaar erop werd hij bevorderd tot brigadegeneraal. Hij werd gevangen genomen en was gedurende 19 maanden krijgsgevangene. Bij zijn terugkeer in 1801 werd hij benoemd tot militair commandant van Gent. 
In 1805 werd Demont bevorderd tot divisiegeneraal. Tijdens de Slag bij Austerlitz op 2 december van dat jaar werd zijn arm verbrijzeld door een kanonskogel. In Straatsburg en vervolgens thuis bij zijn moeder in Sartrouville herstelde hij van zijn verwonding. In 1809 stond hij aan het hoofd van de 4e Divisie onder maarschalk Louis-Nicolas Davout. Hij vocht bij Abensberg, Eckmühl en Essling en werd benoemd tot gouverneur van Opperoostenrijk. In 1814 was hij in Straatsburg om de stad te verdedigen. Na de verbanning van Napoleon schaarde Demont zich achter koning Lodewijk XVIII, die hem benoemde tot Pair de France. In die hoedanigheid stemde hij voor de doodstraf van maarschalk Michel Ney. 

## Onderscheidingen en eerbewijzen
In 1791 werd Demont ridder in de Orde van Saint-Louis. In 1803 werd hij benoemd tot ridder en het jaar erop tot commandeur in het Légion d’honneur. In 1806 werd hij benoemd tot senator en in 1808 werd hij verheven tot empiregraaf. In 1814 werd hij benoemd tot Pair de France.
Zijn naam is gegraveerd in de Arc de Triomphe. Hij is begraven op de begraafplaats Père Lachaise in het perk van de generaals; zijn graf heeft geen steen.